# Nick de Louw
Nick de Louw (Someren, 9 februari 1998) is een Nederlands voetballer die als verdediger bij SV Someren speelt.

## Carrière
Nick de Louw begon met voetballen bij SV Someren. Hier speelde hij vier seizoenen in de jeugd voordat hij in 2007 werd opgenomen in de jeugdopleiding van Helmond Sport.

### Helmond Sport
De Louw doorliep de gehele jeugdopleiding van Helmond Sport, die zijn eerste drie seizoenen zelfstandig was en daarna gezamenlijk was met VVV-Venlo. Op 8 april 2016 zat hij voor het eerst bij de wedstrijdselectie van Helmond Sport voor de thuiswedstrijd tegen Sparta Rotterdam. Tot een invalbeurt kwam het echter nog niet.
Hij maakte zijn debuut voor Helmond Sport op 21 oktober 2016, in de met 2-4 gewonnen uitwedstrijd tegen De Graafschap.
Hij kwam in de 90e minuut in het veld voor Shpend Hasani. Vervolgens speelde hij vijf wedstrijden in twee seizoenen onder trainer Roy Hendriksen.
Op 9 augustus 2018, in de voorbereiding op het nieuwe seizoen, tekende hij zijn eerste profcontract bij Helmond Sport. Hij tekende een contract voor de duur van twee seizoenen met een optie voor een extra jaar. Gedurende het resterende deel van het seizoen speelde hij 22 wedstrijden, waarin hij twee maal wist te scoren.
Nadat zijn contract bij Helmond Sport in 2020 afliep, koos hij voor zijn maatschappelijke carrière en keerde hij terug bij SV Someren.

## Clubstatistieken
| Seizoen        | Club           | Competitie     | Competitie | Competitie | Beker | Beker | Overig | Overig | Totaal | Totaal |
| Seizoen        | Club           | Competitie     | Wed.       | Dlp.       | Wed.  | Dlp.  | Wed.   | Dlp.   | Wed.   | Dlp.   |
| -------------- | -------------- | -------------- | ---------- | ---------- | ----- | ----- | ------ | ------ | ------ | ------ |
| 2015/16        | Helmond Sport  | Eerste divisie | 0          | 0          | 0     | 0     | 0      | 0      | 0      | 0      |
| 2016/17        | Helmond Sport  | Eerste divisie | 2          | 0          | 0     | 0     | 0      | 0      | 2      | 0      |
| 2017/18        | Helmond Sport  | Eerste divisie | 3          | 0          | 0     | 0     | 0      | 0      | 3      | 0      |
| 2018/19        | Helmond Sport  | Eerste divisie | 22         | 2          | 0     | 0     | 0      | 0      | 22     | 2      |
| 2019/20        | Helmond Sport  | Eerste divisie | 11         | 0          | 1     | 0     | 0      | 0      | 12     | 0      |
| Club totaal    | Club totaal    | Club totaal    | 38         | 2          | 1     | 0     | 0      | 0      | 39     | 2      |
| Carrièretotaal | Carrièretotaal | Carrièretotaal | 38         | 2          | 1     | 0     | 0      | 0      | 39     | 2      |

Bijgewerkt op 13 januari 2021